# 托马斯·策厄特迈尔
托马斯·策厄特迈尔（德語：Thomas Zehetmair，1961年11月23日—），奥地利小提琴家和指挥家。

## 生平

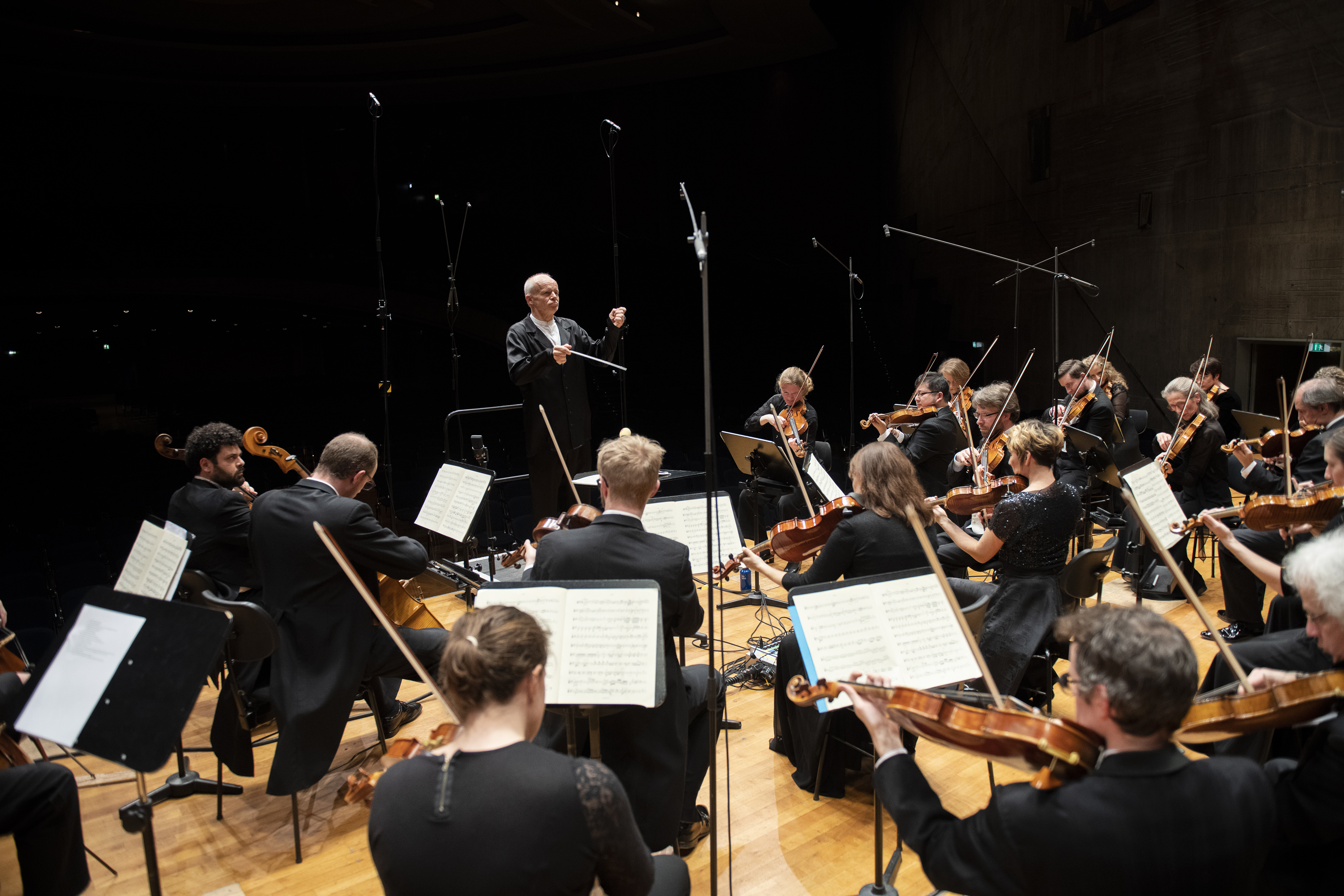
策厄特迈尔于2020年指挥斯图加特室内乐团

策厄特迈尔出生于萨尔茨堡，在萨尔茨堡莫扎特音乐大学学习，他的父母都在那里任教。他16岁时就在音乐节上首次演出。他曾参加内森·米尔斯坦和马克斯·罗斯塔尔的大师班。
1994年，策厄特迈尔成立了以他的名字命名的弦乐四重奏。策厄特迈尔四重奏完全凭记忆演奏所有作品，每年学习一套新的曲目。策厄特迈尔为ECM唱片公司录制了几张唱片，既有独奏作品，也有与他的四重奏的合作。
策厄特迈尔后来发展了指挥事业。2001年11月，他被任命为北方交响乐团（现为皇家北方交响乐团）的音乐总监和首席指挥，这是他的第一个指挥职位，从2002-2003乐季开始，初始合同为3年，每个乐季指挥6周音乐会。2005年8月，他将合同延长3年至2008年。他在2013-2014乐季后结束了在皇家北方交响乐团的音乐总监职务，现在拥有该乐团的桂冠指挥称号。2010年，他成为明尼蘇達州圣保罗室内乐团的艺术合作伙伴。2015年6月，温特图尔音乐学院乐团宣布任命策厄特迈尔为下一任首席指挥，从2016年9月开始生效，初始合同为3个乐季。他计划在2020-2021乐季结束时结束在温特图尔的任期。
2017年10月，斯图加特室内乐团宣布任命策厄特迈尔为下一任首席指挥，从2019-2020乐季开始生效，初始合同为3年。2021年3月，奥弗涅国家乐团宣布任命策厄特迈尔为下一任首席指挥，从2021-2022乐季开始生效，初始合同为3年。自2022年5月起，他担任爱尔兰室内乐团的首席指挥和艺术合作伙伴。
策厄特迈尔与中提琴手露丝·基利乌斯结婚 ，她也是策厄特迈尔四重奏的成员。他拥有魏玛李斯特音乐大学和纽卡斯尔大学的荣誉博士学位。